# Пребивалиште
Пребивалиште је место у коме се грађанин настанио с намером да у њему стално живи. Боравиште је место у коме грађанин привремено борави ван свог пребивалишта. Основни критеријум за разликовање пребивалишта од боравишта јесте намера лица за трајно или привремено везивање уз конкретно одређено место. Ова материја регулисана је Законом о пребивалишту и боравишту грађана. Пребивалиште (домицил) служи како би бирач могао да остварује своје бирачко право у месту свог пребивалишта, а порески обвезник је дужан да настанак пореске обавезе пријави надлежном пореском органу према седишту или пребивалишту. 
Разликујемо законски и нужни домицил. Нужни се заснива независно од воље лица, по сили закона. Законски домицил примењује се за војна лица, судије, малолетну децу и др.
Пријављивање пребивалишта и промена адресе стана извршиће се у року од 8 дана од дана настањења, односно промене адресе стана. Одјављивање пребивалишта грађанин је дужан да изврши пре његовог напуштања. Грађани који бораве ван места свог пребивалишта дуже од 15 дана, а не користе услуге смештаја угоститељских објеката, дужни су да пријаве боравиште и да се непосредно пре одласка одјаве. Уколико лице намерава да борави у иностранству дуже од 60 дана, дужно је да пре одласка пријави одлазак у иностранство.
Наведене пријаве и одјаве пребивалишта и боравишта подносе се општинском органу унутрашњих послова, а у месту ван седишта општине - месној канцеларији, која их без одлагања доставља општинском органу унутрашњих послова. Пријављивање, односно одјављивање врши се на обрасцу који поред података из личне карте садржи још и пол, занимање, место и адресу на коју се пријављује и име станодавца, затим и место и адресу ранијег пребивалишта и места у које се одлази.
Самостални угоститељи и лица која пружају услуге смештаја туристима и другим лицима дужни су да, уколико услуге смештаја не обављају посредством угоститељских и туристичких организација, примљене пријаве и одјаве боравишта доставе одмах, а најкасније у року од 24 часа, општинском органу унутрашњих послова. И грађани који примају на становање лица која су обавезна да пријаве пребивалиште или промену адресе стана односно боравишта, дужни су да се старају да та лица буду пријављена. 
Контролу у вези са применом прописа о пријављивању и одјављивању пребивалишта и боравишта грађана, врше органи унутрашњих послова. Евиденције се воде јединствено за целу територију града са више општина. Пребивалиште грађана и промена адресе стана евидентира се у евиденцију о издатим личним картама